# Temnora avinoffi
Temnora avinoffi là một loài bướm đêm thuộc họ Sphingidae. Loài này có ở Nigeria tới Cameroon và Gabon.

## Phân loài
- Temnora avinoffi avinoffi
- Temnora avinoffi biokoensis Darge, 1989 (Bioko)